# Мистецтво подобатись жінкам
«Мистецтво подобатись жінкам» — радянський художній фільм 1988 року, знятий режисером Юрієм Некрасовим на студії «Укртелефільм».

## Сюжет
Декілька життєвих історій, що трапилися в одному українському селі. За мотивами оповідань Євгена Гуцала.

## У ролях
- Микола Олійник — Степан Іванович, судовий виконавець, покинутий чоловік
- Любов Куб'юк — Галина, колишня дружина Степана Івановича
- Н. Кононова — Олена, мати Степана Івановича
- Олена Іллєнко — Марія Ягольник, дружина Миколи
- Олександр Шкребтієнко — Микола Ягольник, ревнивий чоловік Марії, тракторист
- А. Лапа — Федір Коняка, зітхатель Марії
- Микола Бондар — Василь, наречений молодий, наречена якого втекла прямо з весілля
- Ніна Колчина-Бунь — Ольга, знайома Степана Івановича
- Людмила Томашевська — Мотря, мати Марка
- Микола Досенко — Васильович, столяр, сусід Мотрі
- Олександр Задніпровський — Марк Юрійович, єдиний син у матері
- В. Ольшевський — Горик, «водій» Марка
- Поліна Лозова — Надія, «дружина» Марка
- Ольга Реус-Петренко — Явдоха, мати Федора
- Агафія Болотова — Ганна, сестра Степана Івановича
- Тетяна Антонова — Катя, сестра Степана Івановича
- Галина Довгозвяга — суддя
- Н. Шульга — секретар суду

## Знімальна група
- Режисер — Юрій Некрасов
- Сценарист — О. Рилєєв
- Оператор — Юрій Гальченко
- Художник — Олег Костюченко